# Ikindji Biladjik
Ikindji Biladjik est un village de la région de Şəki en Azerbaïdjan.

## Géographie
Le village d'Ikindji Biladjik de la région de Şəki est situé dans la circonscription administrative du village de Biladjik.

## Économie
La principale occupation de la population du village est l'agriculture, l'aviculture , la culture des noix et l'élevage.

## Population
Selon les statistiques de 2009, la population du village est de 1300 personnes.

## Culture
Il y a une école dans le village d'Ikindji Biladjik.